# Valle Grande (Jujuy)
Valle Grande is een plaats in het Argentijnse bestuurlijke gebied Valle Grande in de provincie Jujuy. De plaats telt 552 inwoners.